# Jovençan
Jovençan est une commune alpine de la Vallée d'Aoste en Italie du Nord. Elle fait partie de la communauté de montagne Mont-Émilius.

## Géographie
Le territoire de Jovençan s'étend à l'envers, sur la droite orographique de la Doire baltée, vers la limite sud-occidentale de la plaine aostoise.

Localisation de la commune de Jovençan à l'intérieur de la Vallée d'Aoste.

## Toponymie
Le toponyme latin est Fundus Joventianus.

## Économie
L'économie de Jovençan relève essentiellement de l'agriculture et de l'élevage. L'industrie vinicole est développée, avec la production du Gamay, du Pinot noir et du Petit rouge.
La Société coopérative des fruits de Jovençan s'occupe de l'aménagement des vergers (surtout pommiers) depuis 1967.
L'activité d'élevage concerne les bovinés et parfois aussi les ovins.

## Monuments et lieux d'intérêt
Au hameau Pompiod se trouvent un four de 1893 et la chapelle Sainte-Barbe.
La chapelle Saint-Gothard date de la fin du XVIIe siècle.
L'église paroissiale avec son clocher roman dominent le bourg. Elle a été rebâtie en 1452 par volonté du curé Sulpice de la Tour de Gressan, tandis que les fresques sont des frères Artari. L'église a été agrandie vers la fin du XIXe siècle.

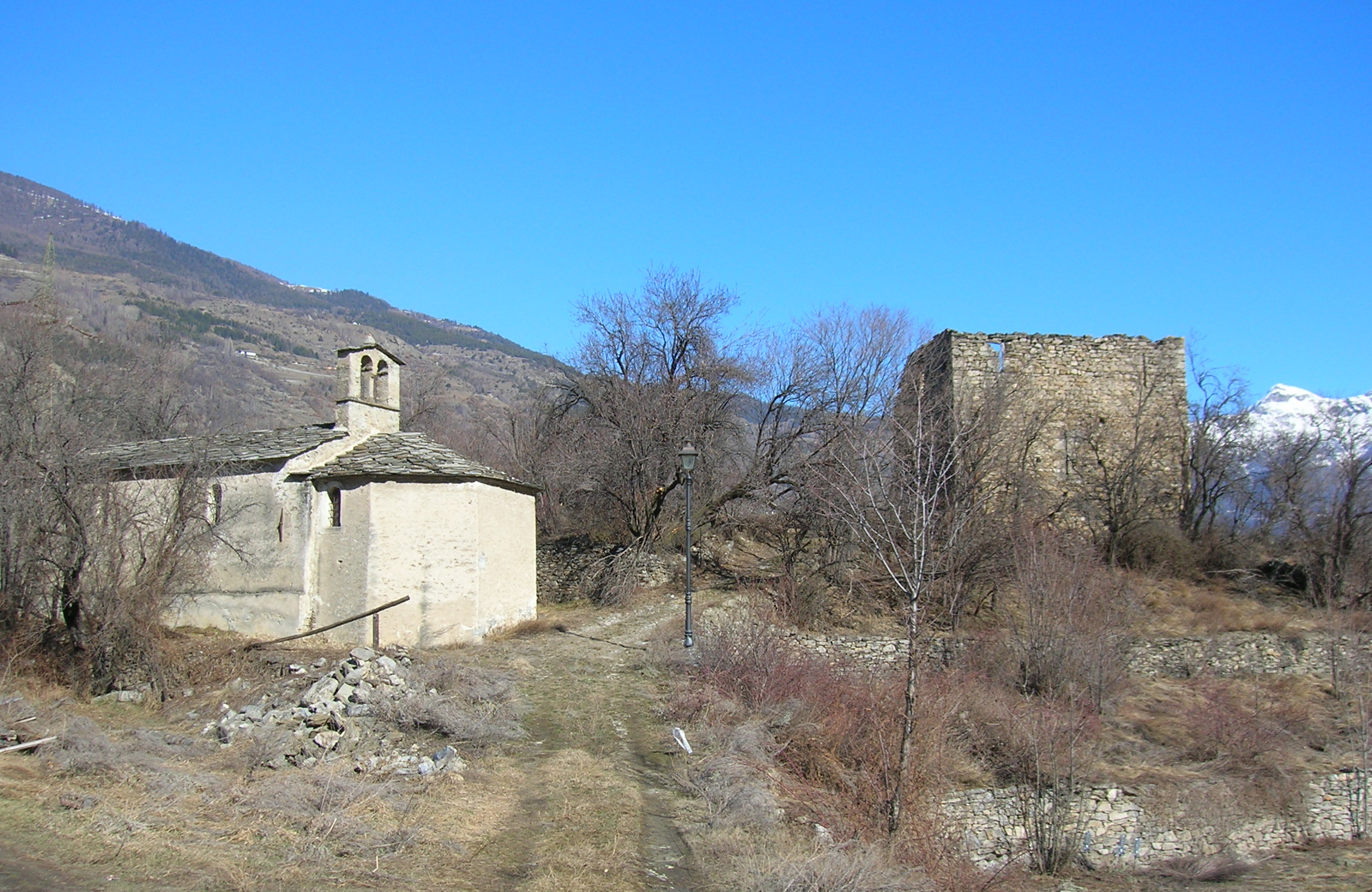
Le promontoire de Châtelair, où se situent la Tour des Salasses, les fondations du château des tyrans et l'église Saint-Georges-en-Châtelair.

Le promontoire de Châtelair représente le lieu d'intérêt principal sur la commune, il se situe près de la route communale 20 pour Aymavilles. Selon la légende, ici se trouvait la capitale des Salasses, Cordèle. Ici se trouvent également l'église de Saint-Georges-en-Châtelair, bâtie en 1661, après la peste de 1630, en tant que chapelle du château de la famille de Jovensano, et restaurée récemment, la tour des Salasses (ou Maison forte de Pompiod) et le château des tyrans.
Vers le milieu des années 2000, l'administration communale a fourni des installations d'éclairage pour la valorisation de ce site. Une proposition avancée récemment (2011), indique la possibilité de consacrer le promontoire à un jardin botanique lié à la Maison des anciens remèdes. Du point de vue archéologique, le site est encore peu étudié, si l'on exclut des hypothèses confirmant la présence d'installations humaines antiques.
La commune a acheté en 2005 les ruines du vieux moulin du hameau Lillaz dans la perspective de la valorisation du site, tandis que le bâtiment dénommé en patois jovençois Baou de la Cura (en français, Grange de la paroisse), au hameau Les Adam, exemple typique d'architecture valdôtaine rurale, a été rénové et accueille depuis février 2011 le centre d'études de médecine traditionnelle La maison des anciens remèdes.

## Personnalités liées à Jovençan
- Dino Viérin - (né en 1948), personnalité politique et syndic de Jovençan de 1985 à 1988 ;
- Laurent Viérin, personnalité politique et Président de la Vallée d'Aoste.

## Associations
À Jovençan se trouve le siège de la compagnie théâtrale La Ville de Cordèle, en patois francoprovençal valdôtain.

### Sport
Dans cette commune se pratique la rebatta, l'un des sports traditionnels valdôtains.

## Culture

### Musées
Voir lien externe au fond de l'article.
- La maison des anciens remèdes, centre d'études des plantes officinales.

## Société

### Évolution démographique
Habitants recensés

## Administration
| Période                                  | Période           | Identité            | Étiquette        | Qualité  |
| ---------------------------------------- | ----------------- | ------------------- | ---------------- | -------- |
| 18 juin 1946                             | 28 mai 1961       | Grat Quendoz        |                  | Syndic   |
| 28 mai 1961                              | 13 juin 1965      | Jean Ollier         |                  | Syndic   |
| 13 juin 1965                             | 1er juillet 1970  | Baptiste Montrosset |                  | Syndic   |
| 1er juillet 1970                         | 3 juillet 1975    | Aldo Quendoz        |                  | Syndic   |
| 3 juillet 1975                           | 30 mai 1985       | Calliste Bionaz     |                  | Syndic   |
| 30 mai 1985                              | 29 juillet 1988   | Dino Viérin         |                  | Syndic   |
| 29 juillet 1988                          | 25 janvier 1991   | Alexandre Pépellin  | Union valdôtaine | Syndic   |
| 25 janvier 1991                          | 7 mai 2000        | Franco Montrosset   |                  | Syndic   |
| 7 mai 2000                               | 25 mai 2015       | Sandro Pépellin     | Liste civique    | Syndic   |
| 26 mai 2015                              | 22 septembre 2020 | Vally Lucianaz      | Liste civique    | Syndique |
| 23 septembre 2020                        | 25 août 2023      | Riccardo Désaymonet | Liste civique    | Syndic   |
| 25 août 2023                             | En cours          | Stefano Belli       | -                | Syndic   |
| Les données manquantes sont à compléter. |                   |                     |                  |          |

## Hameaux
En ordre de la colline vers la Doire Baltée :
Bren, Champailler, La Prému, Turc, Verméneusaz, Pré Cognein, Turlin, Rollandin, Mont-Corvé, Plot de la Corne, Montrosset, Pendine, Gros Beylan, Les Adam (chef-lieu), Jobel, Turille, Pompiod, Pingaz, Grummel dessous, La Plante, Le Clou, Pessolin, Étral, Rotin, Chandiou

## Galerie de photos

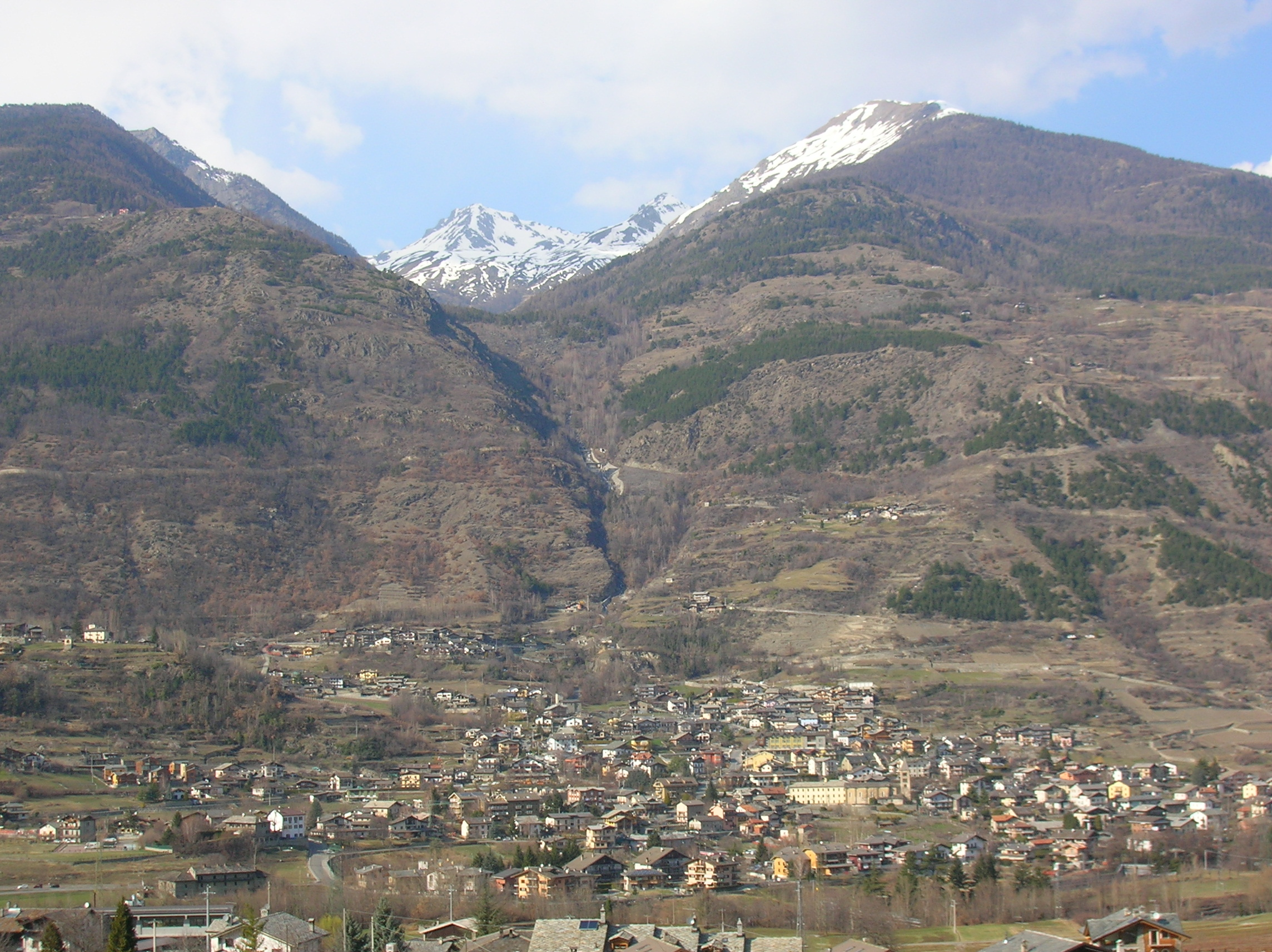
Le hameau Pompiod.
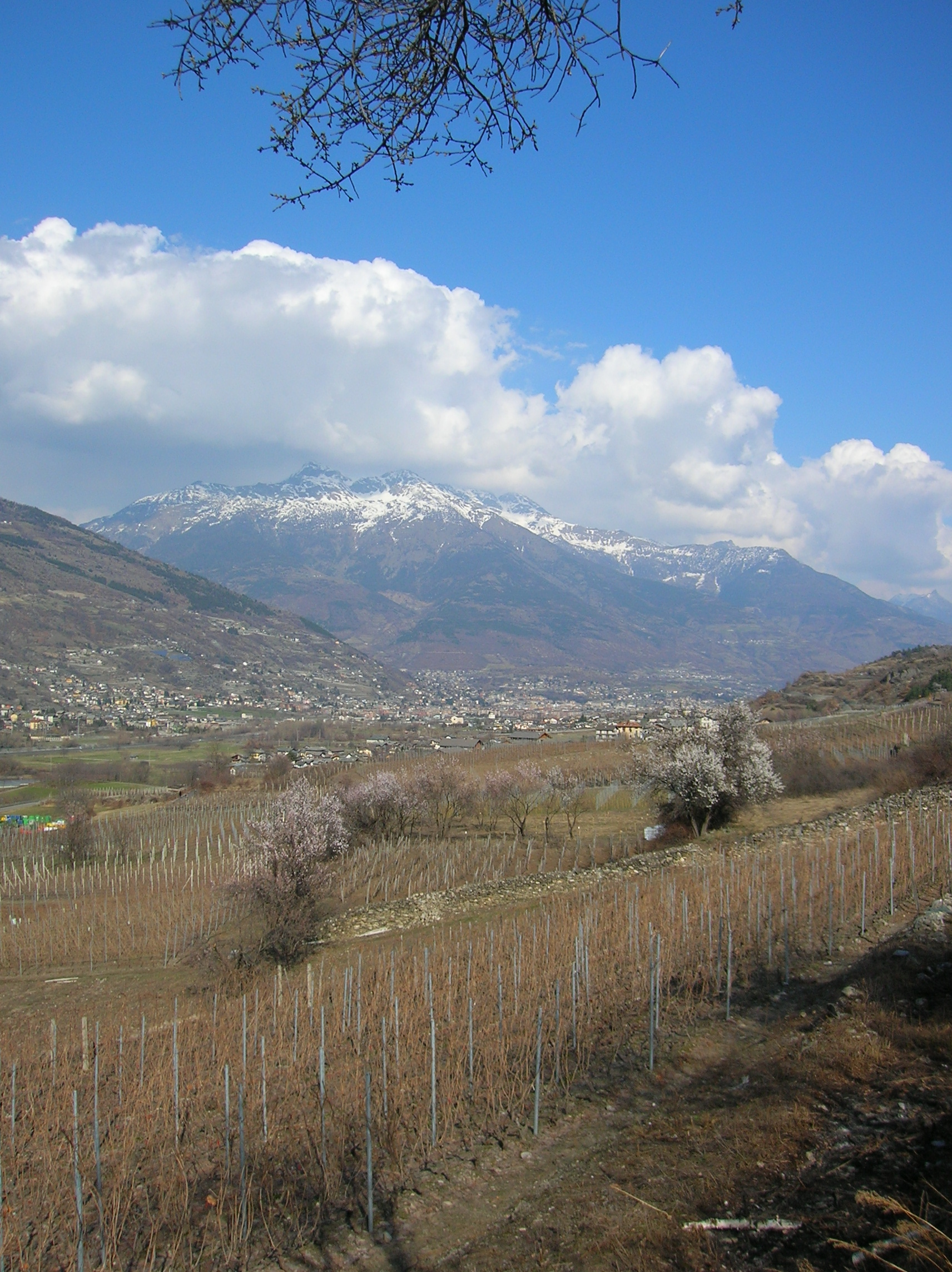
Les collines et les vignobles.
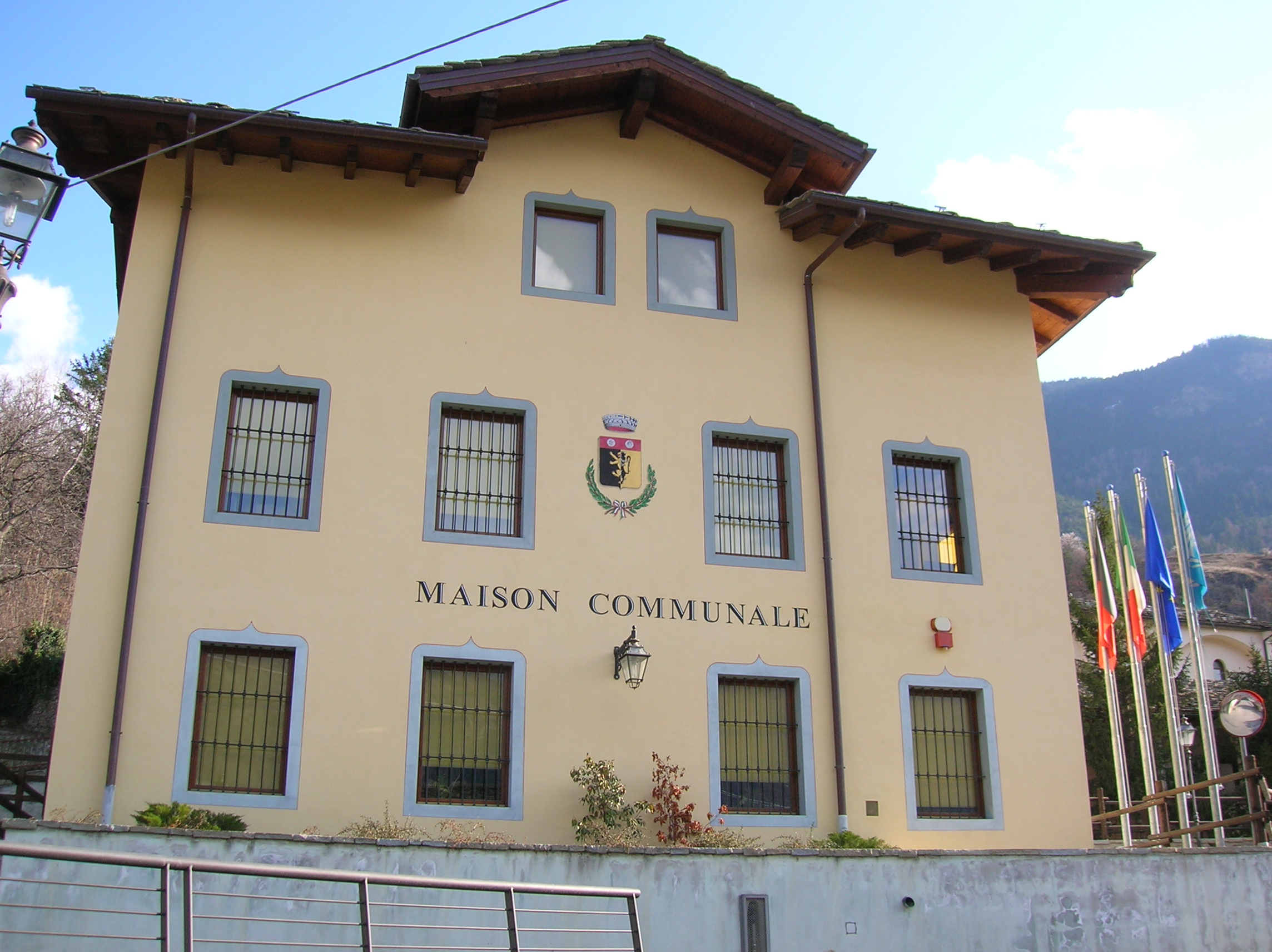
La maison communale.
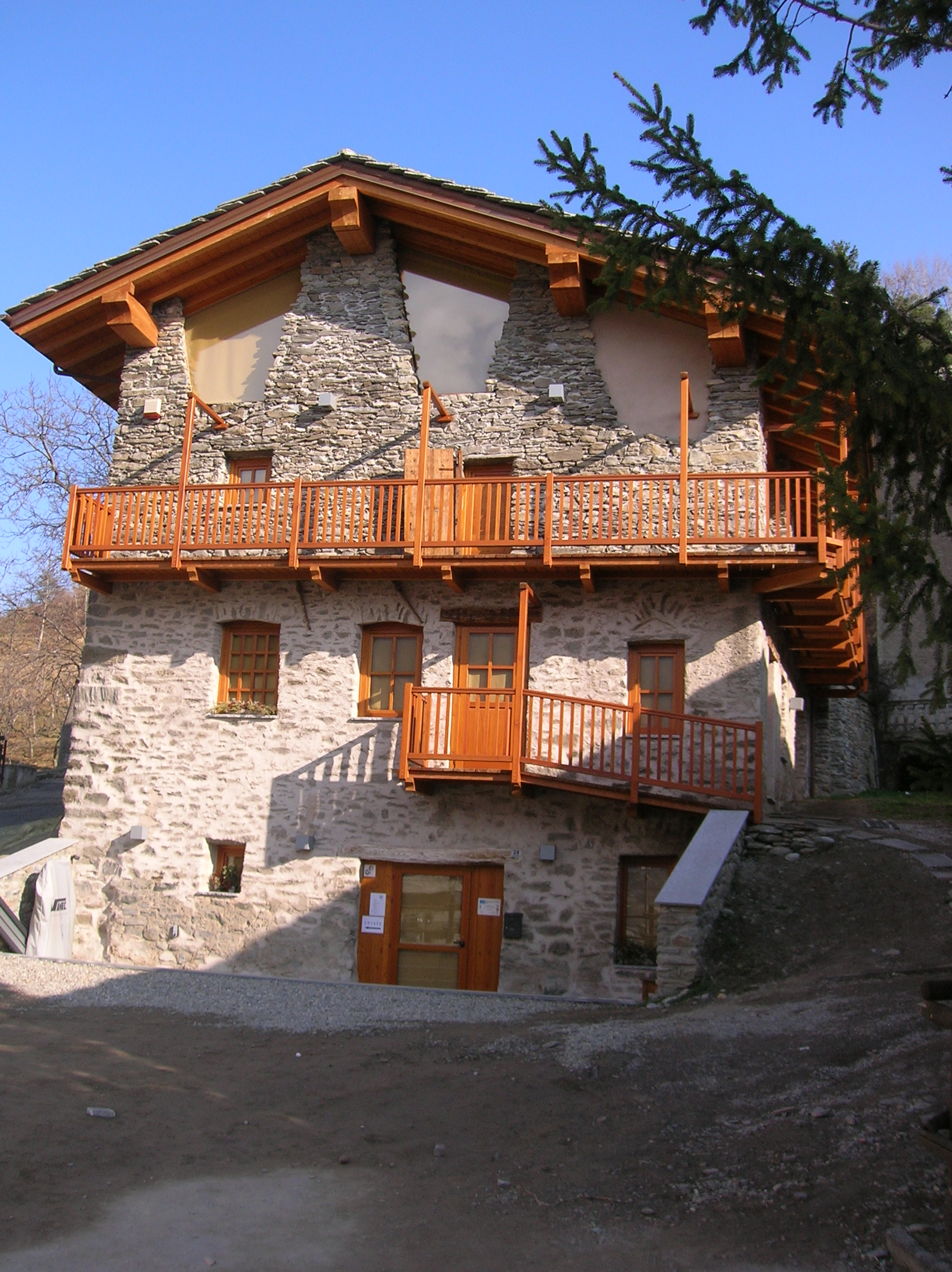
La Maison des anciens remèdes.
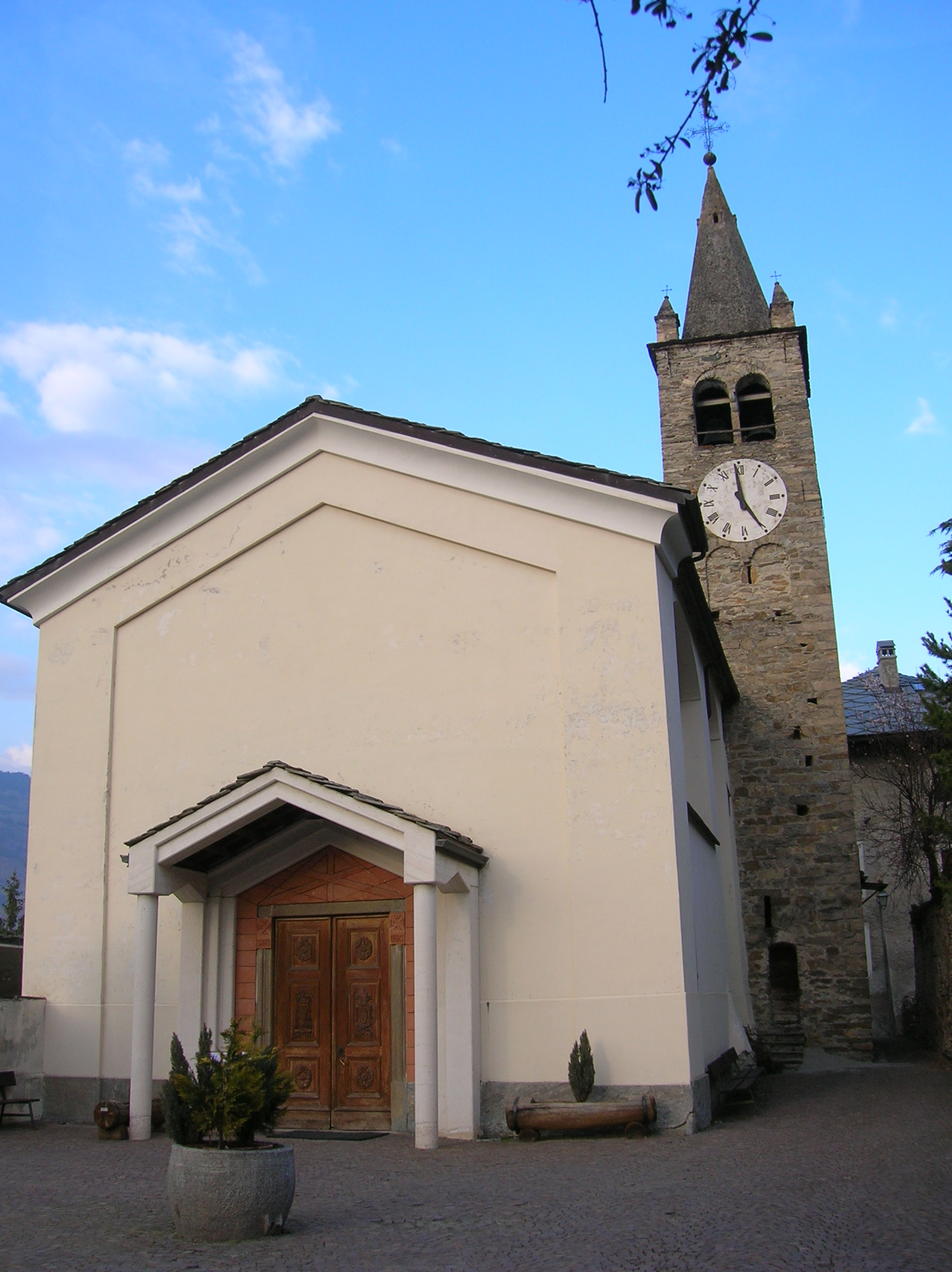
L'église paroissiale.
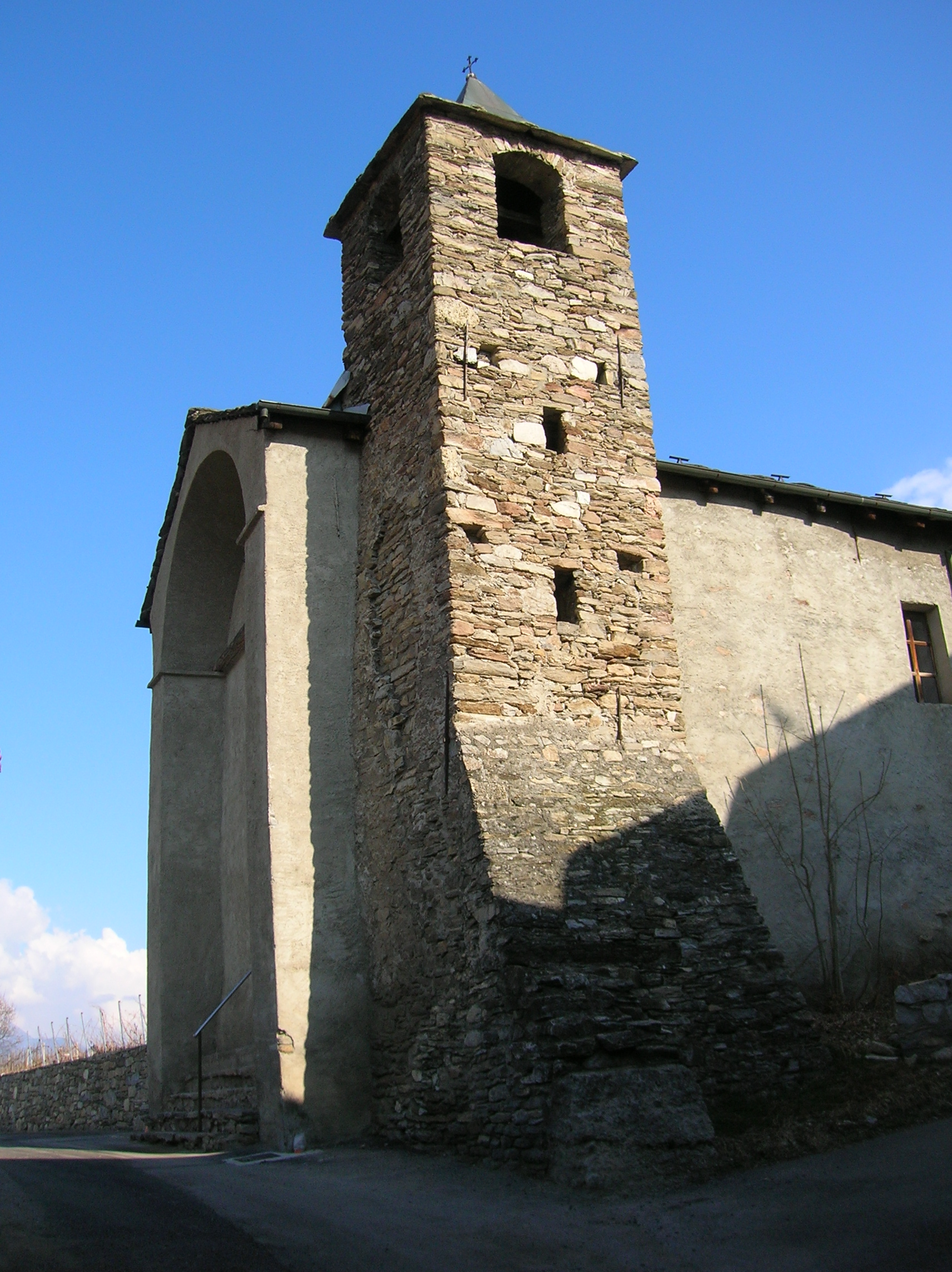
L'église de Pompiod.
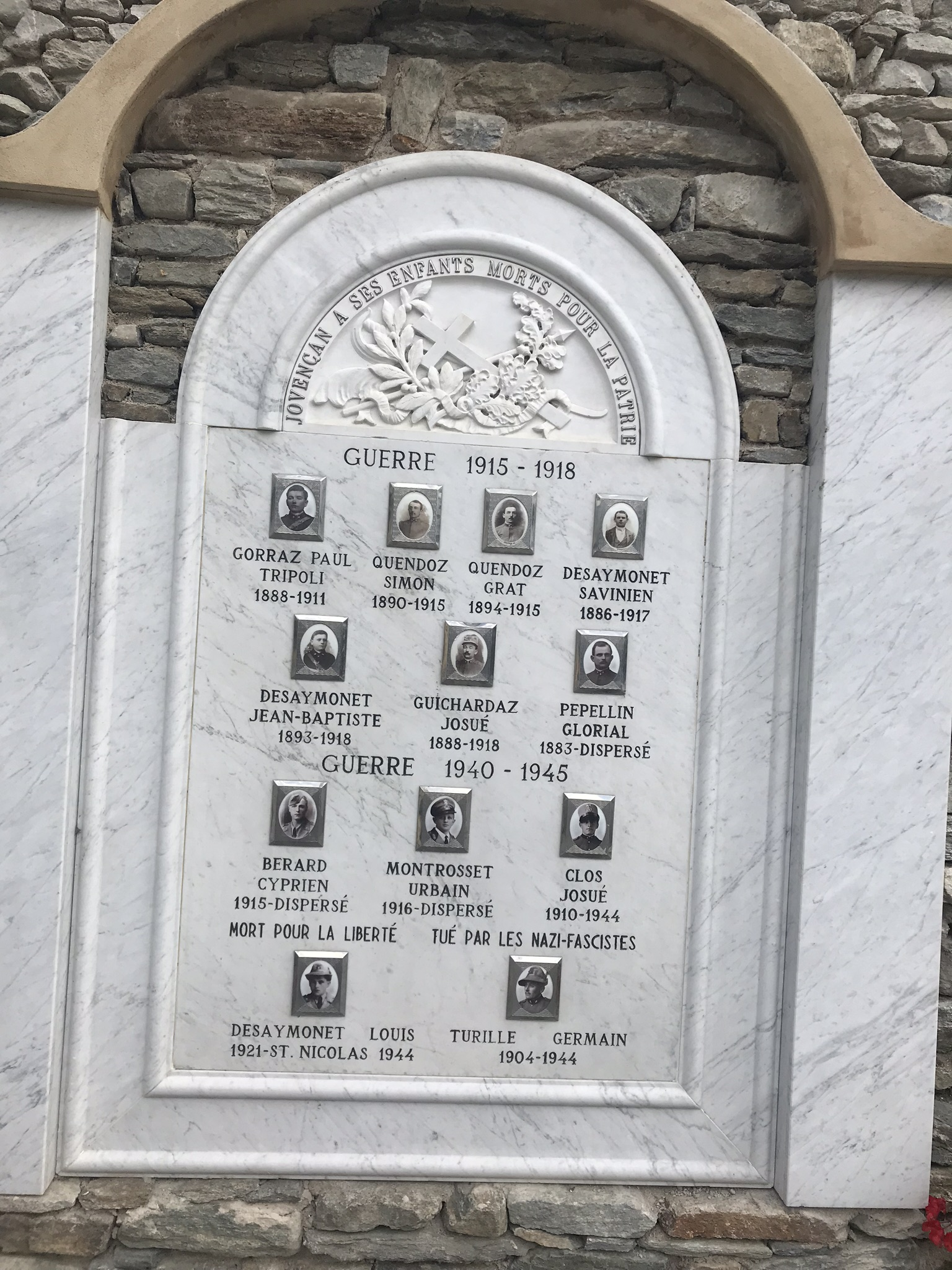
Plaque dédiée aux morts pendant la Première Guerre mondiale

## Communes limitrophes
Aymavilles, Gressan, Sarre

## Jumelages
- Plonéis (France) depuis 2002